# 代爾塔冰川
代爾塔冰川（英語：Delta Glacier）是南極洲的冰川，流經沃斯特山脈的諾斯克利夫峰和代爾塔海崖之間，最終注入斯凱爾頓冰川西部，該冰川取名自代爾塔海崖。